# Austrobatrachus
Austrobatrachus — рід променеперих риб родини жабоподібних (Batrachoididae). Містить 2 види. Представники роду поширені на південному сході Атлантики.

## Види
- Austrobatrachus foedus (J. L. B. Smith, 1947)
- Austrobatrachus iselesele D. W. Greenfield, 2012